# Squadra islandese di Coppa Davis
La squadra islandese di Coppa Davis rappresenta l'Islanda nella Coppa Davis, ed è posta sotto l'egida della Associazione Tennis Islandese.
La squadra partecipa alla competizione dal 1996, e non ha mai superato il Gruppo III della zona Euro-Africana.

## Organico 2011
Aggiornato al match delle fasi zonali contro l'Armenia del 14 maggio 2011. Fra parentesi il ranking del giocatore nel momento della disputa degli incontri.
- Andri Jónsson (ATP #)
- Birkir Gunnarsson (ATP #)
- Arnar Sigurðsson (ATP #)
- Jon-Axel Jónsson (ATP #)